# آلکتریون (سرده)
آلکتریون (سرده)(نام علمی: Alectryon) نام یک سرده از تیره ناترکیان است.